# UFC Fight Night: Lemos vs. Andrade
UFC Fight Night: Lemos vs. Andrade（ユーエフシー・ファイトナイト：レモス・バーサス・アンドラージ、別名UFC Fight Night 205、UFC on ESPN+ 63）は、アメリカ合衆国の総合格闘技団体「UFC」の大会の一つ。2022年4月23日、ネバダ州ラスベガスのUFC APEXで開催された。

## 大会概要
本大会はアマンダ・レモスとジェシカ・アンドラージの女子ストロー級戦が組まれた。

## 試合結果

### プレリミナリーカード
第1試合 ウェルター級 5分3R
○  マイク・ジャクソン vs.  ディーン・バリー ×
1R 3:52 失格（サミング）
第2試合 ライトヘビー級 5分3R
○  フェリペ・リンス vs.  マルチン・プラフニオ ×
3R終了 判定3-0（29-28、29-28、29-28）
第3試合 ウェルター級 5分3R
○  プレストン・パーソンズ vs.  エヴァン・エルダー ×
3R終了 判定3-0（30-26、30-27、30-27）
第4試合 バンタム級 5分3R
○  アオリ・チロン vs.  キャメロン・エルス ×
1R 2:48 TKO（パウンド）
第5試合 ライトヘビー級 5分3R
○  タイソン・ペドロ vs.  アイク・ビラヌエバ ×
1R 4:55 KO（右ローキック→パウンド）
第6試合 ウェルター級 5分3R
○  セルゲイ・カンドチコ vs.  ドワイト・グラント ×
2R 4:15 TKO（スタンドパンチ連打）

### メインカード
第7試合 190ポンド契約 5分3R
○  マルク＝アンドレ・バリオー vs.  ジョーダン・ライト ×
1R 2:36 ギロチンチョーク
第8試合 フェザー級 5分3R
○  シャルル・ジョーデイン vs.  ランド・バンナータ ×
1R 2:32 ギロチンチョーク
第9試合 女子フライ級 5分3R
○  メイシー・バーバー vs.  モンタナ・デ・ラ・ロサ ×
3R終了 判定3-0（30-27、30-27、30-27）
第10試合 ライト級 5分3R
○  クラウディオ・プエレス vs.  クレイ・グイダ ×
1R 3:01 膝十字固め
第11試合 女子ストロー級 5分5R
○  ジェシカ・アンドラージ vs.  アマンダ・レモス ×
1R 3:13 肩固め

### 各賞
ファイト・オブ・ザ・ナイト：セルゲイ・カンドチコ vs. ドワイト・グラント
パフォーマンス・オブ・ザ・ナイト：ジェシカ・アンドラージ、クラウディオ・プエレス
各選手にはボーナスとして5万ドルが授与された。

### カード変更
負傷などによるカードの変更は以下の通り。